# Celosia persicaria
Celosia persicaria là loài thực vật có hoa thuộc họ Dền. Loài này được Schinz mô tả khoa học đầu tiên năm 1903.